# Billancourt (stacja metra)
Billancourt – stacja linii nr 9 metra  w Paryżu. Stacja znajduje się w gminie Boulogne-Billancourt. Została otwarta 6 lutego 1934 r.
W pobliżu stacji znajduje się elektrowozownia i warsztaty - Ateliers de Boulogne zbudowane w roku 1934.